# Waleed Al-Husseini

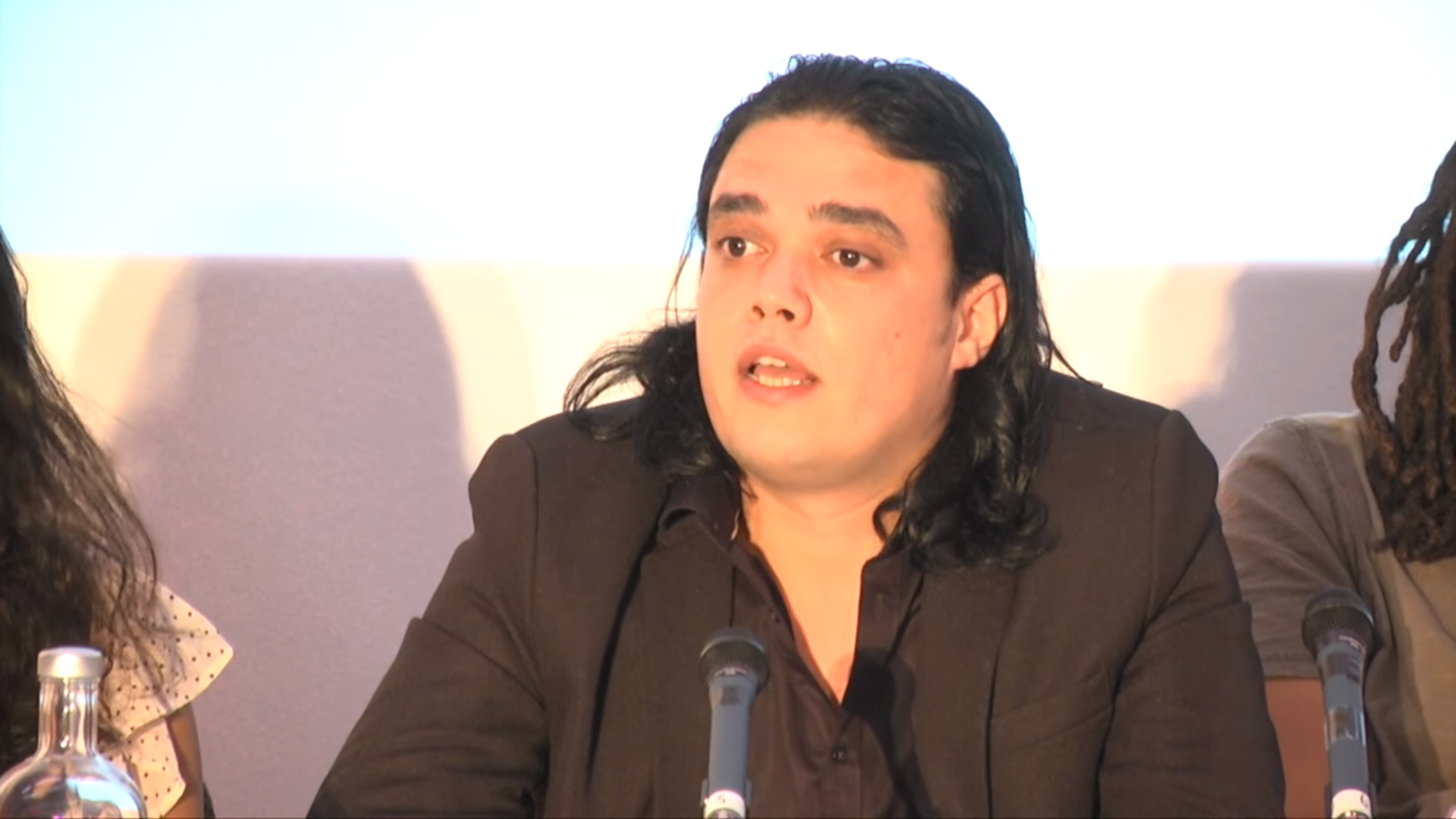
Waleed al-Husseini (2017)

Waleed Al-Husseini (* 25. Juni 1989 in Qalqiliya) ist ein palästinensischer Essayist, Schriftsteller und Blogger.
Im Oktober 2010 verhaftete die Palästinensische Autonomiebehörde ihn wegen angeblicher Blasphemie gegen den Islam auf Facebook und in Blogposts. Seine Verhaftung erregte internationale Aufmerksamkeit.
Später flüchtete er nach Frankreich, wo er erfolgreich Asyl beantragte und 2013 den französischen Ableger des Zentralrats der Ex-Muslime gründete. 2015 veröffentlichte er seine Erfahrungen in dem Buch Blasphémateur! Les prisons d’Allah (dt. Blasphemiker! Die Gefängnisse Allahs).

## Schriften
- Blasphémateur ! Les prisons d'Allah. Grasset, Paris 2015, ISBN 978-2-246-85461-6.
  - English translation: Waleed Al-Husseini: The Blasphemer: The Price I Paid for Rejecting Islam. Skyhorse Publishing, New York 2017, ISBN 978-1-62872-675-6 (englisch).
- Une trahison française. Les collaborationnistes de l’islam radical devoilés. Éditions Ring, Paris 2017, ISBN 979-10-91447-57-7.